# Región de Ohangwena
Ohangwena es una de las catorce regiones de Namibia.
Las partes norte y occidental de la región son las más densamente pobladas de este región esencialmente agrícola de subsistencia en la cual el cultivo en pequeña escala del mahangu o mijo perla y el cuidado del ganado conforman las actividades predominantes. Aunque la región dependa para su agricultura de la de lluvia, otras cultivos pueden ser implementadas bajo cultivo intensivo. Tiene una superficie de 10.582 km², que en términos de extensión es similar a la de Líbano.
Los establecimientos principales en la región se extienden sobre el buen camino pavimentado de la frontera angoleña a Ondangua, donde esto se une a la ruta troncal Oshakati-Tsumeb. La parte Este de la región posee tierra buena de pastura, pero la escasez del agua y las pobres comunicaciones lo tornan inhabitable actualmente. Hay un camino de grava razonable de Oshikango a Okongo, y si fuera construida una unión del camino que une la región a Rundu , aumentaría enormemente el potencial agrícola del área.
En el norte, Ohangwena limita con Angola: la provincia Cunene, excepto un pequeño límite fronterizo con la provincia Cuando Cubango en el lejano nordeste. En el país, limita con las siguientes regiones:
- Kavango del Oeste - este
- Oshikoto - sur
- Oshana - hacia el sudoeste
- Omusati - este

## Distritos electorales
La región comprende doce distritos electorales: 
- Eenhana
- Endola
- Engela
- Epembe
- Ohangwena
- Okongo
- Omundaungilo
- Omulonga
- Ondobe
- Ongenga
- Oshikango
- Oshikunde

- Datos: Q845702
- Multimedia: Ohangwena / Q845702